# Чомлеккьой
 Тази статия е за селото в Одринско.  За селото в Ямболско вижте Ботево (Област Ямбол).  За селото в Южна Бесарабия вижте Виноградовка (Тарутински район).
Чомлеккьой или Чомлек (на турски: Çömlekköy) е село в община Лалапаша, област Одрин, Турция.

## География
Село Чомлеккьой се намира на разстояние 25 километра от областния център Одрин и на 13 километра от общинския център Лалапаша.

## История
В XIX век Чомлеккьой е българско село в Одринска кааза на Одринския вилает на Османската империя. Според „Етнография на вилаетите Адрианопол, Монастир и Салоника“, издадена в Константинопол в 1878 година и отразяваща статистиката на населението от 1873 година, Чомлек (Tchomlek) има 40 домакинства и 175 българи.
Според статистиката на професор Любомир Милетич в 1912 година в селото живеят 27 български патриаршистки семейства или 166 души.